# Comuna Krasnoiarske, Ciornomorske
Krasnoiarske (în ucraineană Красноярське) este o comună în raionul Ciornomorske, Republica Autonomă Crimeea, Ucraina, formată din satele Krasnoiarske (reședința) și Lenske.

## Demografie
Componența lingvistică a comunei Krasnoiarske
     Rusă (45,07%)
     Tătară crimeeană (36,41%)
     Ucraineană (15,74%)
     Alte limbi (0,28%)
Conform recensământului din 2001, nu exista o limbă vorbită de majoritatea populației, aceasta fiind compusă din vorbitori de rusă (45,07%), tătară crimeeană (36,41%), ucraineană (15,74%) și armeană (1,49%).